# Pozsonyi csata

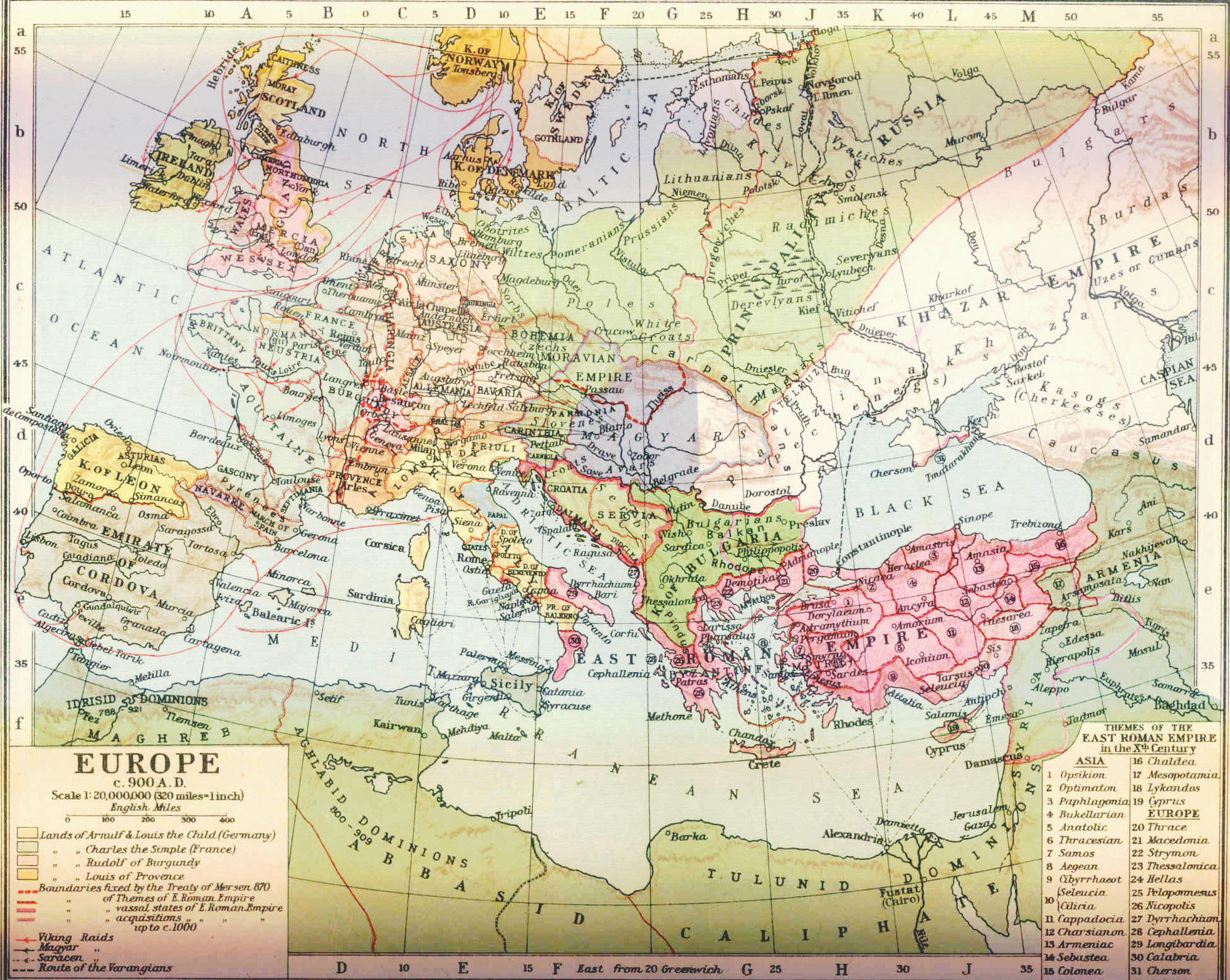
Európa 900 körül

A pozsonyi csata 907. július 4. és 7. közé tehető időben zajlott a főként bajor haderőt mozgósító keresztény Keleti Frank Királyság és a pogány Magyar Fejedelemség erői között a mai Pozsony (korabeli forrásokban: Braslavespurch vagy Brezalauspurc) közelében. A honfoglaló magyarok 895–900 között történt benyomulása után a magyar fennhatóság területe 907-re nyugat felé már megközelítette a mai Ausztria területén lévő Enns folyó vidékét és magába foglalt olyan területeket, melyek odáig a Keleti Frank Királyság részét képezték. Ezért a frankok (de főképp a bajorok) döntő katonai csapást akartak mérni a magyarokra, hogy megsemmisítsék vagy jelentősen kiszorítsák őket a Pannoniai őrgrófság területéről. A csatát a magyarok ellen elsősorban a bajor sereg vívta, de megsemmisítő vereséget szenvedett. Az ütközetben Luitpold bajor herceg és Theotmár salzburgi érsek is elesett. Szinte a teljes bajor nemesség és számos keresztény pap életét vesztette a csata során. A magyarok újabb területeket nyertek az Enns folyóig, mely 955-ig a magyar határvonal lett és a honfoglalás lényegében e csatával fejeződött be véglegesen. Korabeli források alig említik, és mivel kevés forrás tudósít róla megbízhatóan, részletei jórészt ismeretlenek. Kristó Gyula történész, a magyar történetíráshoz hasonlóan, a honfoglalás eredményeinek végleges szentesítését látta a pozsonyi csatában.
Ibi decretum omnium sententia Ugros Boiariae regno eliminandos esse. / Ott egyhangúlag elhatározták, hogy a magyarokat Bajorország területéről ki kell űzni.

## Előzmények

### Frank Birodalom

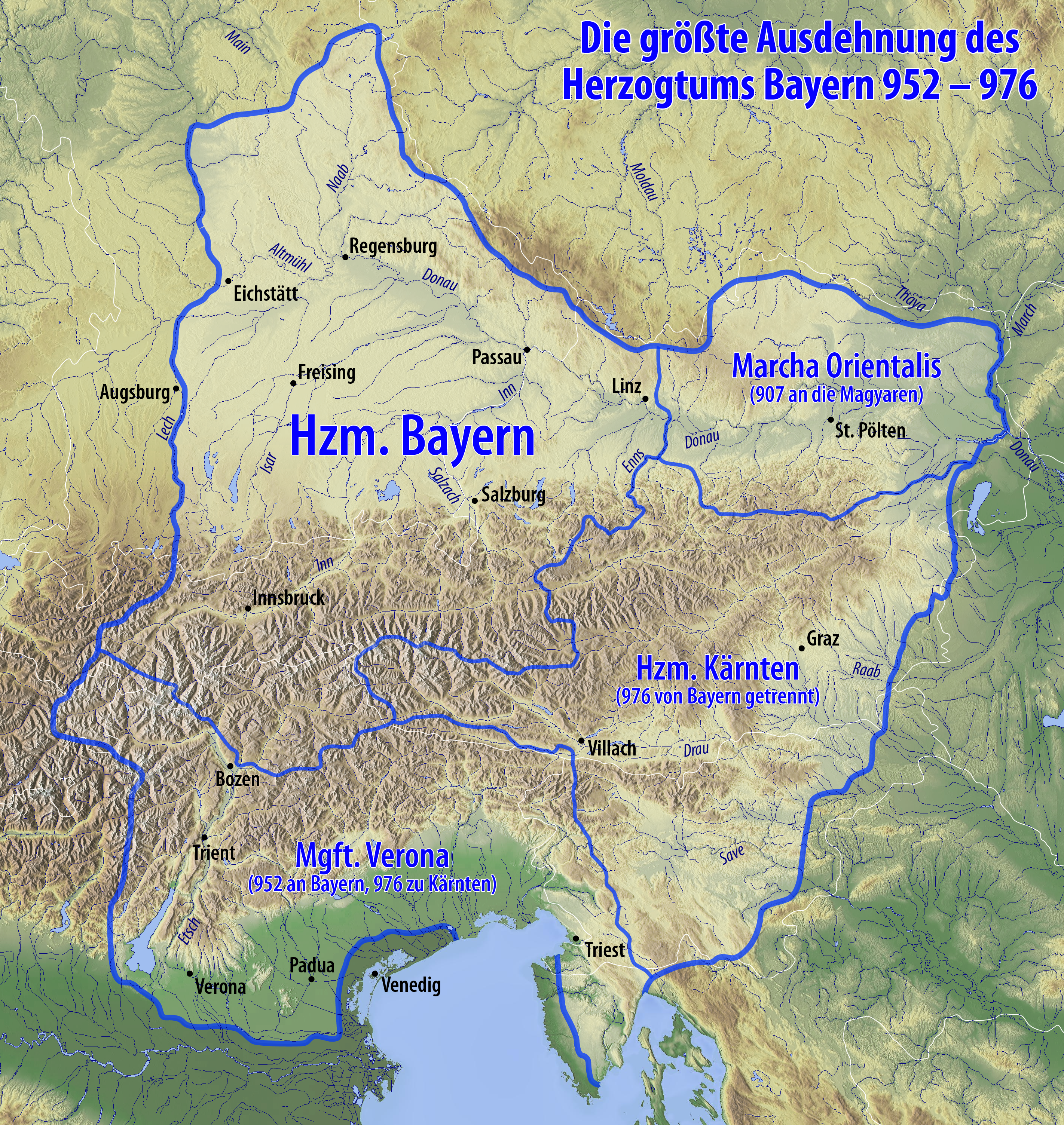
A Bajor Hercegség (Herzogtum Bayern) a 10. században. A pozsonyi győzelem révén az Enns folyóig magyarokhoz került az Osztrák őrgrófság (Marcha Orientalis; Ostmark). A Veronai Őrgrófság (Markgrafschaft Verona) csak 952 és 976 között tartozott a Bajor Hercegséghez, a Karintiai Hercegség (Herzogtum Kärnten) meg csak 976-ig

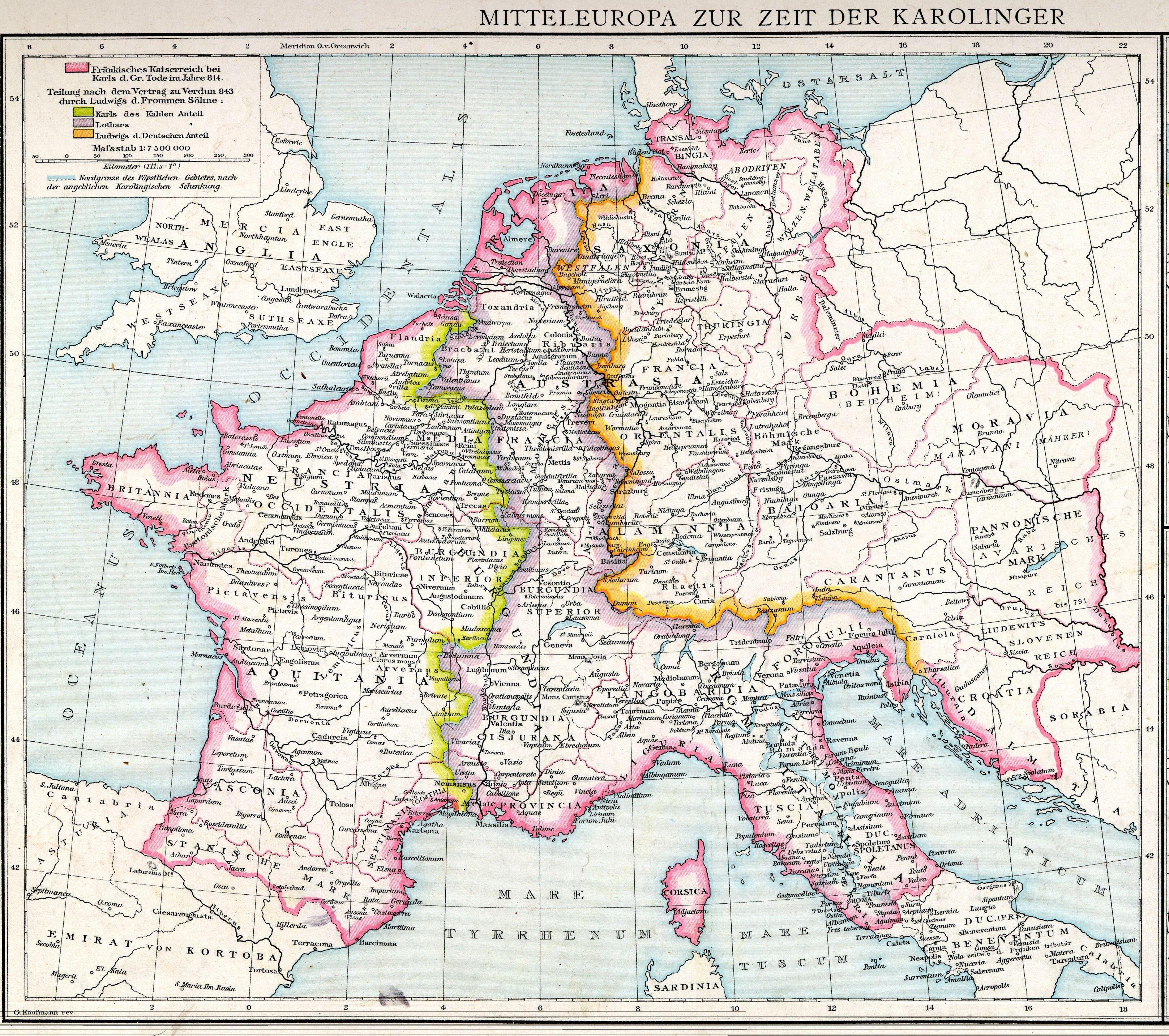
A Frank Birodalom kiterjedése 900 körül

899-ben meghalt a magyarok korábbi szövetségese, Arnulf keleti frank király, és a magyarok hamarosan Berengár itáliai királlyal léptek szövetségre. A Keleti Frank Királyságban Arnulf fia, Gyermek Lajos uralkodott, aki helyett valójában Hatto mainzi érsek kormányozta a birodalmat, amelynek a magyarokkal határos részén, a Bajor Hercegségben Luitpold bajor herceg uralkodott. 904 nyarán Gyermek Lajos meghívására Kurszán, a magyarok egyik legfőbb fejedelme a Fischa folyó melletti tárgyalásokra érkezett kíséretével, de a magyar tárgyaló feleket orvul megtámadták, és az utolsó szálig legyilkolták.

### Pannónia
A honfoglalás részeként a magyarok 900-ban végleg elfoglalták a Dunántúlt, amelyet a római kortól Pannóniának neveztek. A támadók Linzig jutottak előre, ahol a bajor seregek visszavonulásra kényszerítették a magyar hadat. Az új határ a Fischa folyó lett.
Délen elfoglalták a Bánságot, Bácskát, a Temesközt és a Szerémséget, 906-ra pedig már a Dráva–Száva közét is.

### Morávia
Északon 902–906 között a magyarok végleg felszámolták a Morva Fejedelemséget, és Moráviát elszakították a Keleti Frank Királyságtól. Regino középkori német krónikás művében 906-ban, már mint megtörtént eseményről számol be arról, hogy I. Szvatopluk morva fejedelem halála után „országát fiai rövid ideig szerencsétlenül tartották, s a magyarok a földig mindent elpusztítottak”

## A felvonuló haderők
A hadjáratra a Bajor Hercegség a feudális hadkötelezettség (Heeresfolge) alapján mozgósította a teljes bajor haderőt (latin: heribannus), azaz a herceg és az előkelők katonai kísérete mellett minden hadkötelezett szabad földbirtokost. Johannes Aventinus történetíró munkájában a következőképp idézi a bajor évkönyv ide vonatkozó sorait: „Ludovicus, rex Germanie atque Boiorum, ex omni Boiaria peracto delectu Anassiburgium, novam Boiorum coloniam, se confert […]. Ibi decretum omnium sententia Ugros Boiariae regno eliminandos esse.”
„Lajos, Németország és a Bajorország királya, miután befejezte a bajorok kiválasztását, Ennsburgba, az új bajor telepre utazott. Ott mindenki egyetértésével kihirdették, hogy a magyarokat a bojár királyságból ki kell űzni.” Aventinus szerint a bajor hadsereg 907. június 17-én indult meg Ennsburgból (Enns) Gyermek Lajos keleti frank király névleges vezetésével. A bajor haderő három nagy oszlopban vonult fel a Duna folyó vonalán. Luitpold bajor herceg vezette az egyiket a folyó bal partján, Theotmár salzburgi érsek hadoszlopa a Duna jobb partján haladt, a harmadik sereg, amely a felvonuló bajor hadinép élelmezéséről gondoskodott, Sieghard bajor herceg parancsnoksága alatt tevékenykedett, és a hajóhad igénybevételével a Dunán nyomult előre. A király a tartalék seregével Ennsburgnál maradt vissza.  Ez a dátum és a csata dátuma közötti különbség megfelel a korabeli katonai alakulatok mozgási sebességének. Sem a bajor, sem pedig a magyar sereg méretére vonatkozólag nincs megbízható számadat. Az a forrásokkal alá nem támasztható legenda, hogy a bajor sereg százezres lett volna, teljesen valószerűtlen, ekkora sereg elképzelhetetlen ebben a korban.

## A csata

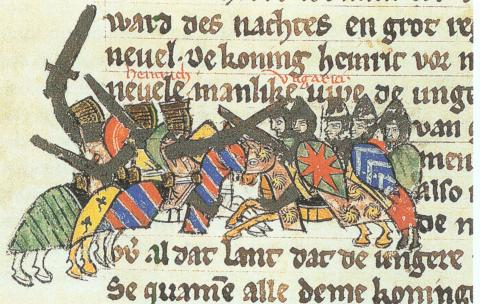
Frank lovagok csatája a magyarokkal

A csata leírása a korabeli nekrológiumok (halottas könyvek), valamint Johannes Aventinus hat évszázaddal későbbi írásaiból maradt ránk. A csata maga július 4-én és 5-én zajlott le, azonban a nekrológiumok szerint már korábban is voltak halálesetek, a felvonulás közben. 
Aventinus forrásértékű leírása szerint a bajor sereget két hadoszlopra osztva a Duna két oldalán vonultatták fel. Az északi (bal parti) erősebb sereg vezére maga a fővezér, Luitpold őrgróf volt, a délié (jobb parti) pedig Theotmár érsek. A párhuzamosan haladó hadak között úszott lefelé az utánpótlást biztosító flotta Sieghardt parancsnokságával. A magyarok célja az volt, hogy a számbeli túlerőben levő, de megosztott ellenség ne egyesülhessen egy döntő csapásmérésre. Ehhez először a csapatok átkelését és az utánpótlás lehetőségét kellett megakadályozni. Így a csata első napján taplós nyilakkal felgyújtották a német hajókat. Sieghardt is csak néhányadmagával menekült meg, s vitte a hírt a királynak Ennsburgba.
A magyar csapat lovas íjászai július 5-ére teljesen felőrölték a Theotmár vezette seregrészt. Megsemmisítették a Luitpold őrgróf vezette sereget is. 
(a magyarok) Szokásuk szerint cseleket alkalmazva küzdenek, hol meghátrálnak, hol szorongatják ellenfelüket, s mindezt annyi velük született fortéllyal, akkora gyorsasággal és katonai tapasztalattal teszik, hogy eldönteni is nehéz, hogy mikor veszedelmesebbek ránk nézve: amikor éppen ott vannak vagy már el is vonultak, amikor menekülnek vagy éppen támadnak, amikor éppen békét színlelnek vagy hadakoznak.
Elesett maga Luitpold, Theotmár érsek, két püspök (Utto freisingi püspök és Zakariás brixeni püspök), három apát és tizenkilenc gróf.  
Az üldöző magyar lovasság levágta a menekülőket, majd Ennsburghoz érve megfutamodást színlelt. A vár őrsége lépre ment, és üldözésükre indult. A magyar lovasság visszafordulván megsemmisítette az 'üldözőket'. A menekülő király is csak nehezen jutott el Passauig. 

## Pozsonyi csata Zalavárnál?
Boba Imre és Charles R. Bowlus nyomán Szőke Béla Miklós nagydoktori értekezésében felvetette, hogy a pozsonyi csata helyszíne nem Pozsony, hanem Mosaburg (Zalavár) lett volna. Elképzelését többek között arra építette, hogy Mosaburgnak 907-ben két évtizede Brezlav volt a birtokosa, és a 'Brezalauspurc' elnevezésben a 'Breszláv vára' névadás érhető tetten. Az opponensek közül Zsoldos Attila nem fogadta el ezt az azonosítást, Marosi Ernő viszont a disszertáció „legnagyobb horderejű megállapításának” nevezte. Az opponenseken kívül a kutatók többsége a hírlapokban is megjelenő elképzelést elutasította.

## Következmények
A győzelem megerősítette a Magyar Nagyfejedelemség helyzetét a Kárpát-medencében, határait kitolta az Enns folyóig, bár ez utóbbi adat is csak Aventinustól származik. Árpád nagyfejedelem haláláról a történészek az adathiány miatt különféleképpen vélekednek. Az egyik álláspont szerint Árpád és három idősebb fia a pozsonyi csatában vesztette életét, a másik éppen Árpád halálával és a legkisebb fiú, Zolta hatalomra jutásával magyarázza, hogy IV. Lajos vezérei a támadásra kedvezőnek ítélték az időt. Kérdéses, hogy az Anonymus által Árpád halálozási évének megadott 907-es év mennyiben lehet helyes, más viszont nem köti Árpádot e csatához.
A pozsonyi győzelem után egészen II. Konrád német-római császár 1030-as támadásáig nem lépett nyugati támadó hadsereg magyar területre.

## A csatáról szóló korabeli források
Sváb évkönyv:

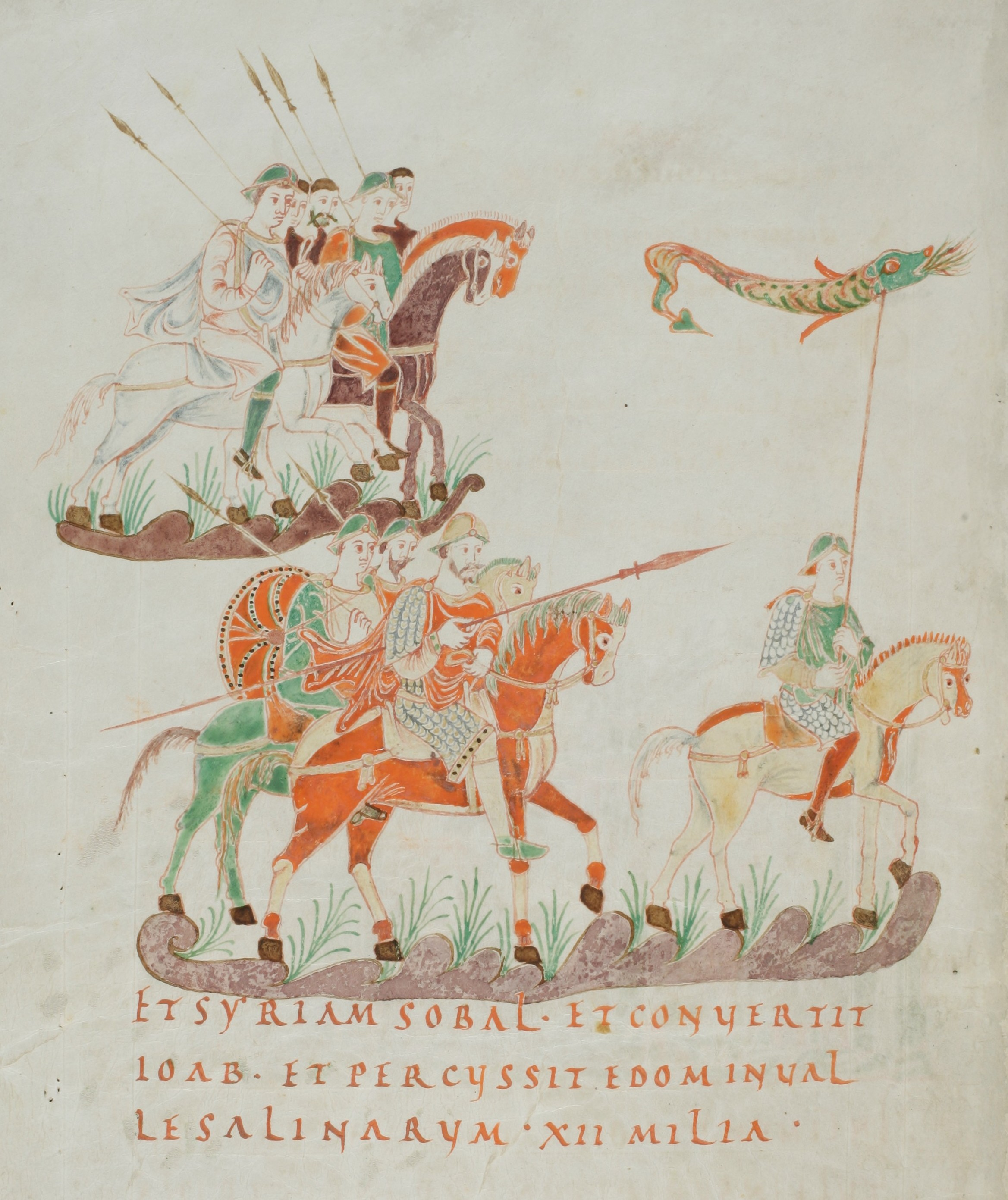
Keleti frank lovagok

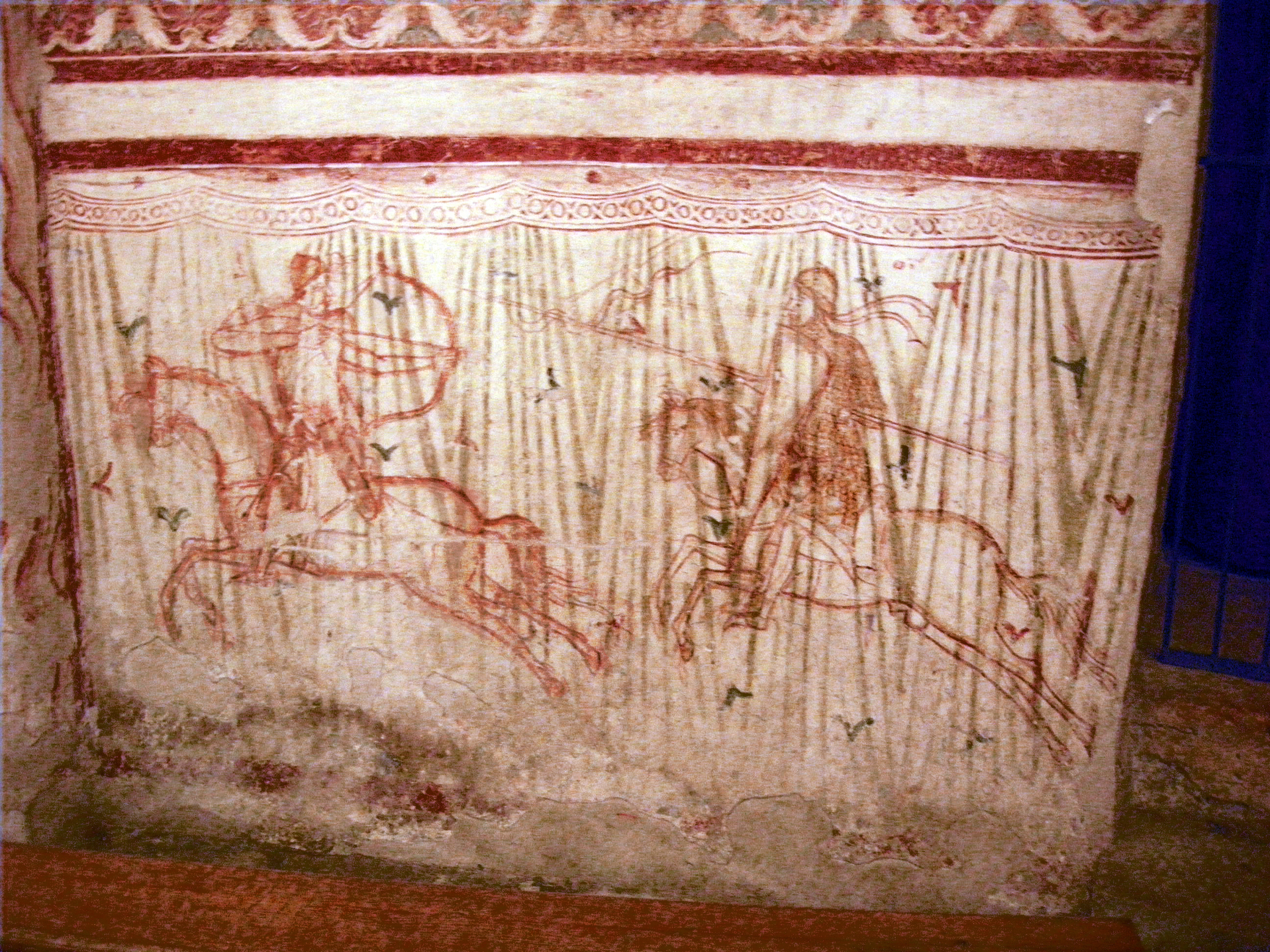
Hátrafelé nyilazó magyar lovas és az őt üldöző frank lovag

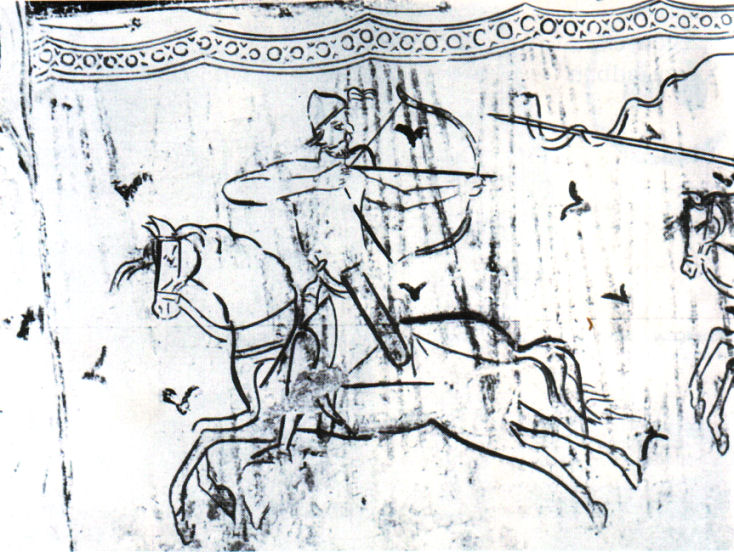
Valószínűleg magyar harcost ábrázoló freskórészlet Aquileiából

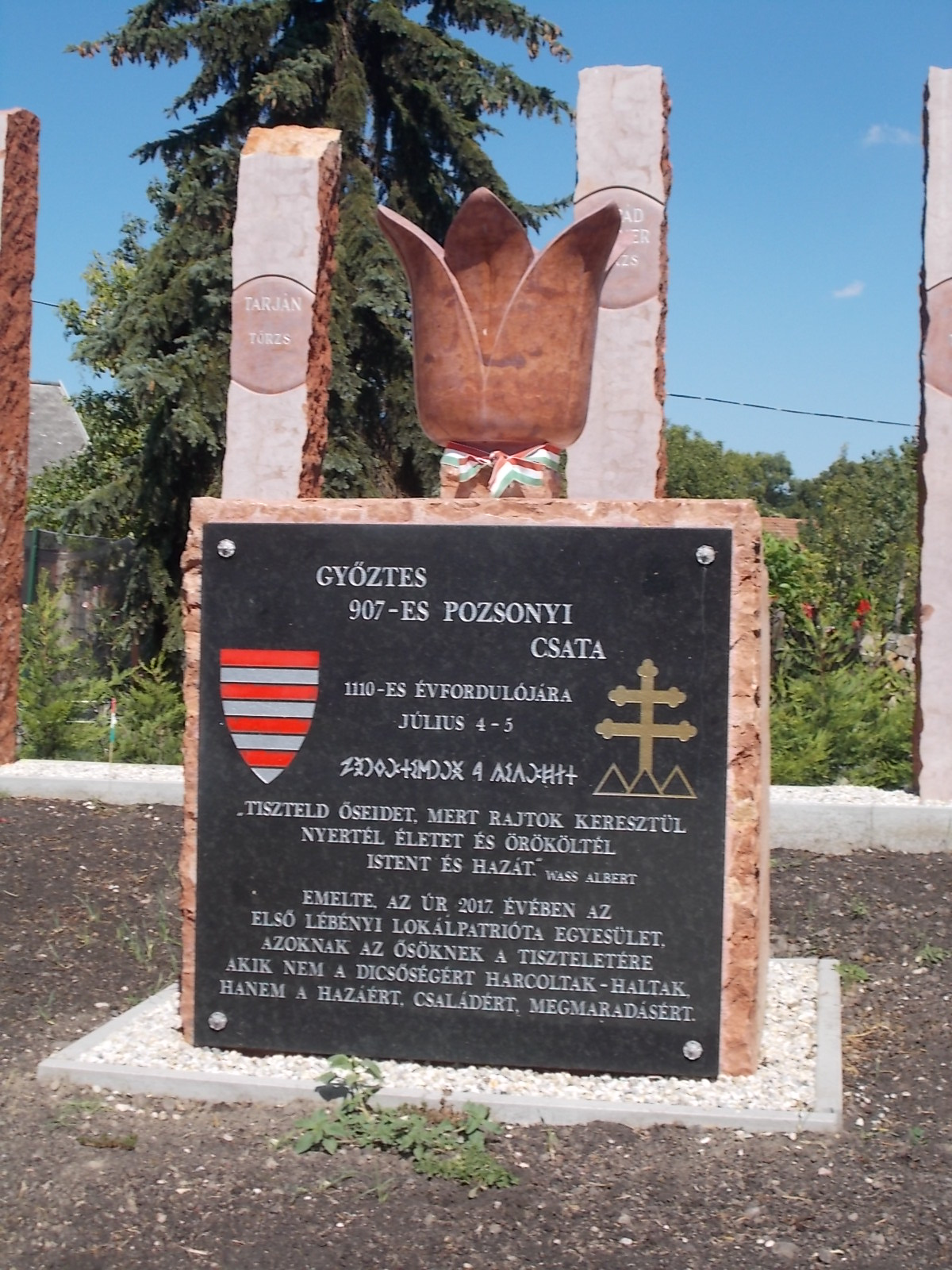
A pozsonyi csata emlékműve, Lébény

- 907. (év) A bajorok kilátástalan háborúja a magyarokkal, Liutpold herceget (bajor határőrgróf) megölték, övéinek féktelen kevélységét letörték, és a keresztények alig néhányan menekültek meg, a püspökök és grófok többségét meggyilkolták. [28]
- 907. (év) A bajorok teljes seregét megsemmisítették a magyarok. [29]

Salzburgi évkönyv:
- 907. (év) Nagyon szerencsétlen harc folyt Braslavespurchnál július Nonae-je 4. napján (július 4-én) [30]

Johannes Aventinus (Johannes Turmair) humanista történetíró részletesebben írt az eseményekről. Munkáját egyesek hiteltelennek tartották, főleg időbeli távolsága miatt, míg végül Veszprémy László filológiai és hadelméleti érvekkel hitelesítette leírását, kimutatva, hogy ez a késő középkori munka mára elveszett, korabeli értesüléseken alapul, és értékes kútfő. Aventinus munkáját értékesnek tekinti Szabados György is. Veszprémy érvei, röviden összefoglalva:
- Aventinus a bajor történelem felkészült, szakavatott ismerője volt.[34]
- Nem tüntette föl, milyen forrásokat használt, de ettől még lehet hiteles; számos, az újkorban fölbukkant forrás hitelesíti, amit írt.[35]
- Aventinus magyar forrásokat is használt.[36]
- Aventinus történész munkamódszere az idő távlatában is állja a kritikát.[37]

Aventinus leírása (kivonatolva a fontosabb részek) a következőképpen szól:
„Germánia és a bajorok királya, Lajos az egész Bajorországra kiterjedt újoncozás után a bajorok új városába, Ennsvárba megy… hadat üzennek a magyaroknak, a Duna mindkét partján megindulnak a bajor előkelők harcra kész és támadó sereggel. Lajos Burchard passaui püspökkel, Aribo prefektussal Ennsburgban marad vissza. A hadvezérek a csapatokat három részre tagolják. Luitpold, az osztrák határ parancsnoka az északi parton, Theotmar salzburgi érsek pedig a délin halad… a Dunán pedig hajókon a király rokona, a semnonok vezére Sighard és a bajor urak, Rathold, Hatto, Meginward és Isangrim vezetik a csapatokat. De a magyarok sem maradnak tétlenek és gondatlanok, komolyan felkészülve tűnnek fel, mindent, ami hasznukra lehet, fegyvereket, katonákat, lovakat jó előre készenlétbe helyeztek… Mintha csak fürge lovaikkal akarnák áttörni a harcvonalat, nagy erővel támadnak, hatalmas nyílfelhőt bocsátanak ki. A bajorokat a szaruíjaikból kilőtt nyílvesszőkkel borítják el, majd ismét hátrálnak. Gyorsabbak nehéz fegyverzettel felszerelt seregünknél, amikor még azt hisszük, hogy távol vannak, már ott is teremnek, s amilyen gyorsan jönnek, ugyanolyan gyorsan el is tűnnek. Amikor már azt hiszed, hogy győztél, a legnagyobb veszélyben találod magad… elsöprő rohammal ott teremnek, ugyanolyan hirtelen eltűnnek, először menekülést színlelnek, majd lovaikat megfordítva támadnak, nyilaznak, és dárdát vetnek, jobbról, balról, szemből vagy éppen hátulról körbe száguldoznak, kifárasztják a mieinket, majd minden oldalról ránk rontanak, a megfáradt bajorokat letámadják, fölébük kerekednek, eltiporják és legyilkolják őket… a magyarok éjjel a Dunán titkon átúsztatnak, Lajos legátusát Luitpoldot… egész csapatával együtt a táborban megölik. A rákövetkező napon azokkal végeznek, akik a hajókon tartózkodtak. Három napon át folyamatosan folyik a harc az égiek haragvásának közepette: a bajor nemesség legnagyobb része elpusztul, a köznépet számolás nélkül vágják le.”
Johannes Aventinus: Annales Boiorum (Torma és Veszprémy, 2008. 214–215. Veszprémy László fordítása)

## Tévhitek és mítoszok a pozsonyi csatáról
Tulajdonképpen minden leírás, ami azon túl megy, hogy 907-ben volt valahol egy csata a bajorok és a magyarok között, amit a magyarok győztesen fejeztek be, a mítoszok közé sorolható. Bár Aventinust megbízható történetírónak próbálják beállítani azok, akik a pozsonyi csatával foglalkoznak, mégis egy több, mint félezer évvel későbbi krónikásról van szó, akinek a forrásairól, forráshasználatáról ebben a kontextusban semmit sem tudunk. Hogy a két német évkönyvben három mondattal említett 907-es csata az Aventinus által leírt pozsonyi csatával azonos, az csak azon a feltevésen alapul, hogy Aventinus 907-es datálása pontos. Ugyanakkor a július 4-re dátumozott korabeli forrás, és Aventinus augusztus 9-i dátuma között máris datálási ellentmondás van. A pozsonyi csata jelen értelmezése elfogadja, hogy Aventinus az évszámban nem tévedett, de a pontos dátum mégsem az, amit megad, hanem amit a 907-es dátum miatt párhuzamos egykorú forrásnak vélt évkönyv megad. A pozsonyi csata komplex értelmezése, sőt egész hadtörténeti elemzése ismét leginkább Aventinuson alapul, miközben az általa ismertetett összbirodalmi sereg sem lehet valóság (a bajor határőrgrófság vereségéről beszélnek a források), és az Aventinus által közölt hadsereg létszám se lehetséges. A jelen értelmezési hagyomány célzottan kiválogatva fogadja el, illetve utasítja el a korabeli források, és Aventinus leírásainak adatait is.
A 21. század elején számos, főleg az interneten keringő legenda és mítosz keletkezett a pozsonyi csatáról, amelyek annak jelentőségét messze túlértékelik, világraszóló diadalnak állítják be, annak ellenére, hogy a korabeli forrásokban alig esik róla említés. Ezekből a mítoszokból kiindulva sokan túlzott fontosságot tulajdonítanak a pozsonyi csatának, így pl. Czakó Gábor író is, vagy a Magyarságkutató Intézet botrányosan anakronisztikus animációja. A győzelemmel a jelen értéklelések szerint a magyarok sikeresen megszilárdították a hatalmukat a Kárpát-medencében, ám ennek nem volt különösebb világtörténelmi hordereje, mint azt sokan hiszik vagy hangoztatják, csak a magyar történelemre nézve van jelentősége, mégis csekély forrás akad a csatáról.
A legelterjedtebb téveszme, hogy a pozsonyi magyar győzelem az egyetemes hadtörténelem egyik legnagyobb bravúrjának számít. Ebből a tényszerűtlenségből kiindulva alakult ki egy torzításon alapuló mendemonda, miszerint az amerikai West Point katonai akadémián kötelező vizsgaanyag a pozsonyi csata. Több nyomós ok zárja ki annak lehetőségét, hogy a modern hadtörténelem és hadászati oktatás foglalkozzék a pozsonyi ütközettel, különösen az, hogy az egykorú leírások a csatáról rendkívül szűkösek, a 15. században keletkezett részletesebb leírások valóságtartalma és tényszerűsége pedig sok kívánnivalót hagy maga után.
A West Point Katonai Akadémián valóban szerepel a pozsonyi csata a konzultációs témák között, ahogy sok más magyar vonatkozású hadtörténeti esemény is. A pozsonyi csatára a középkori könnyűlovassági harcmodor kapcsán hivatkoznak, de nem része a törzsanyagnak, a kötelezően használt tankönyvekben nem fordul elő az akadémián, következésképp az ütközetről nem is tehetnek kötelező vizsgát az amerikai kadétok.
A másik nagyon gyakran hangoztatott, de nem igazolt állítás, hogy a magyarok ellen vonuló sereg egyfajta összeurópai nyugati katonai koalíciónak volt a hadereje, amely azzal a szándékkal érkezett, hogy a magyarokat fizikailag megsemmisítse (kiirtsa). Ennek a tévhitnek az alapja a korabeli latin nyelvű források hiányos idézése, ill. félrefordítása: „Decretum ungros eliminandos esse. Rendeljük, hogy a magyarok kiirtassanak.” – hangoztatja a pozsonyi csatáról készült animáció narrátora. A bajor évkönyvben azonban nincs ilyen mondat. Az idézet helyesen így hangzik „Ibi decretum omnium sententia Ugros Boiariae regno eliminandos esse.” Magyarul: „Ott egyhangúlag elhatározták, hogy a magyarokat Bajorország területéről ki kell űzni.” A tévesen kiirtással azonosított eliminare kifejezés a valóságban kiűzést, elüldözést, kiszorítást jelent. A frankoknak (pontosabban a bajoroknak) célja a dunántúli és egyes felvidéki területek visszahódítása, a magyarok onnan történő kiszorítása, vagyis a saját keleti határaik biztosítása volt. Nem találni tényleges említést vagy utalást arra, hogy célzott irtóhadjárat készült volna a magyarok ellen. A korabeli források is kizárólag csak a bajor hadseregről, illetve a bajor határőrgrófról, Liutpoldról beszélnek, tehát nem a teljes Keleti Frank Királyság hadserege támadta meg a magyarokat, még kevésbé nem egy olyan sereg, amely akár több, akkori független nyugat-európai államból verődött volna össze.
Négyesi Lajos is akként állapítja meg, hogy a magyarok „kiirtására” már csak azért sem gondolhattak a bajorok, mert jól ismerték a magyar katonai erényeket, azok fényében a magyarok genocídiuma lehetetlen lett volna.
Mindenesetre a tudományosan cáfolt népirtás-feltevésre alapozva szeretnék egyesek a pozsonyi ún. „honmegtartó” csata napját nemzeti ünneppé nyilváníttatni Magyarországon. Habár ezen állítás egyértelműen tényszerűtlen és eltorzított, azonban az újabb manipulatív állítások már magát a „kiűzést, kiszorítás”-t a „kiirtás”-sal egyenértékűnek állítják be, így próbálva megőrizni az eseményt körüllengő hamis illúziókat.

## Felbukkanása a popkultúrában
2020-ban részben a Magyarságkutató Intézet felkérésére és az MKI megbízásából a Hyperion Interaktív Oktatásfejlesztő Kft. egy botrányosra sikerült animációs filmet készített a pozsonyi csatáról. A készítők és készíttetők állítása szerint céljuk az volt, hogy a magyar történelem eme jelentős (dicsőséges) epizódját jobban megismertessék a közvéleménnyel. A filmzenét Elek Norbert zongoraművész és Bársony Bálint szaxofonművész szerezte. A szövegíró FankaDeli hip-hop előadó volt, amit Tóth Gabi énekelt el.
Már a megjelenést követően kemény kritikák érték mind a technikai megvalósítása, mind a tartalma miatt: nem tartják sem felemelőnek, sem pedig szakmailag hitelesnek. A technikai kivitelezés esetében kifogásolták, hogy az animáció elavult grafikával készült, amelyet pl. a Total War számítógépes stratégiai játékoknál alkalmaznak. Az emberalakok mimikátlan arcokat vágnak, pedig egyes vélemények szerint alapvetően fontos volna a mimika a mai modern játék- vagy animációs dokumentumfilmeknél.
A filmről még a prominens rajzfilmrendező Jankovics Marcell is rendkívül lesújtóan beszélt. Szerinte a kivitelezés nagyon igénytelen, a befektetett rettenetes mennyiségű, hiábavaló munka látványa pedig lehangoló. Szintén sérelmezte, hogy retorzió gyanánt elbocsátották azokat az állásukból, akik kritizálni merték a filmet, továbbá hozzátette, hogy a magyar animáció rossz irányban halad.
A tartalom tekintetében a kritikusok felhozzák: a film nem a tényekre, hanem mítoszokra, hipotézisekre és téveszmékre épít. Kihangsúlyozzák a magyarok ellen irányuló állítólagos, ám nem bizonyítható népirtáskísérletet, Árpád kérdéses részvételét, a számok eltúlzottak, a csata lefolyásának ábrázolása hiteltelen. Ezeken felül olyan szarvashibák akadnak, mint a frankok reneszánsz kori fegyverei, felszerelése és öltözéke, de még a honfoglaló magyarok esetében is akadnak súlyos pontatlanságok, mint pl. némely magyar asszonyok késő középkori ruházata, illetve több fantáziakellék, mint a szarvasagancsos süvegdísz. Számos olyan használati tárgy tűnik fel a filmben, amelyek nem voltak meg a honfoglaló magyaroknál, illetve meglétükre nincs bizonyíték.
A HVG című lap szerzője részéről az a vád is érte a Magyarságkutató Intézetet, hogy ideológiai irány mentén foglalkozik a magyar történelemmel és aktuálpolitikai narratívákat vesz át, olyan hamis témát feszegetve, ami gyakori motívum a szélsőjobboldali retorikában. Jankovics Marcell szintén intéssel élt a Magyarságkutató Intézet felé, hogy le kéne vonnia a tanulságot, amit szükséges belülről megtenni, ellenkező esetben a szervezet belső köre, amely magát hazafinak tartja, s csak kívülről kap kritikát, egy idő után elhiszi, hogy a kritika nem is a produktumának szól, csupán a világnézete elleni támadás.
2023 júliusában, miután a szervezetnél tisztújításokra került sor, a Magyarságkutató Intézet új vezetősége közleményben határolódott el az ütközetről készült 2020-as animációs filmtől, mivel az egy torz, szakmai hitelességet nélkülöző képet mutat az eseményekről, és az intézet új vezetése által képviselt hitelességnek, valamint szigorú szakmai kritériumrendszernek sem felel meg, ezért annak oktatófilmként való használatát az intézet nem támogatja, sőt azzal semmilyen közösséget nem vállal.